# Thomas Beckmann

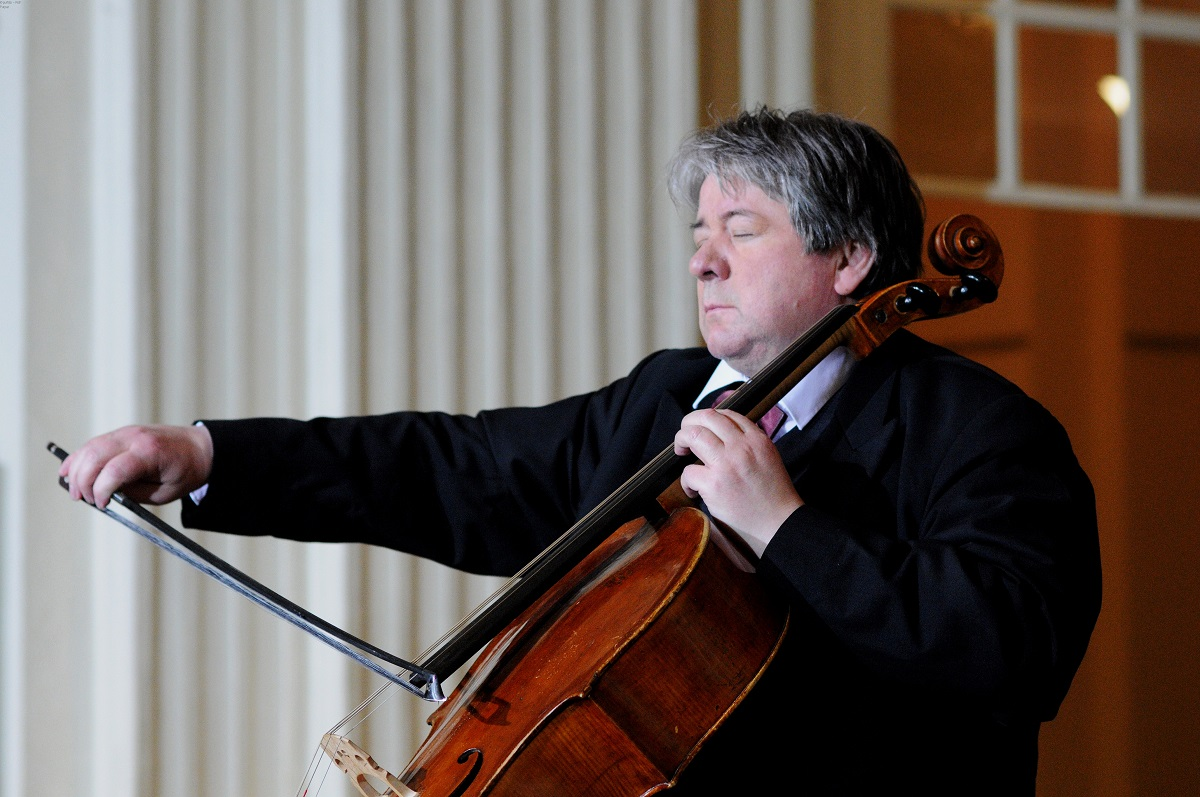
Thomas Beckmann bei einem Konzert in St. Andreas in Düsseldorf 2012

Thomas Beckmann (* 18. April 1957 in Düsseldorf; † 29. Juli 2022 ebenda) war ein deutscher Cellist, der auch durch sein Engagement für wohnungslose Menschen bekannt war.

## Leben
Nach seinem Studium der Altphilologie und Philosophie besuchte Thomas Beckmann die Musikhochschulen in Düsseldorf und Köln. Bereits während des Studiums wurde er als Solocellist in verschiedene Berufsorchester verpflichtet. Seinen ersten prägenden Unterricht erhielt er bei Jürgen Wolf, dem Solocellisten der Düsseldorfer Symphoniker. Im Jahre 1980 wurde er in Genf Meisterschüler von Pierre Fournier.
Einer breiteren Öffentlichkeit bekannt wurde Beckmann durch seine Auftritte mit Kombinationen von klassischen Sonaten mit kleinen Werken und Stücken Charlie Chaplins. Die entsprechende CD unter dem Titel Oh! That Cello, die er mit dem Pianisten Johannes Cernota aufnahm, wurde mit dem Preis der Deutschen Schallplattenkritik ausgezeichnet. Von 1986 bis 1996 absolvierte Beckmann allein in Deutschland über 500 Auftritte. Außerdem unternahm er Gastspielreisen in Japan, Skandinavien, Belgien, Spanien, Italien, Russland und der Ukraine.
Im Jahr 2009 war Beckmann Mitglied der Bundesversammlung. 2010 wurde Beckmann mit dem erstmals verliehenen Bürgerpreis der deutschen Zeitungen geehrt. Damit würdigte die aus Chefredakteuren bestehende Jury Beckmanns Engagement für die Obdachlosen.
Beckmann lebte ab 1989 mit seiner Ehefrau, der japanischen Pianistin und Robert-Schumann-Expertin Kayoko Matsushita-Beckmann, in einer Wohnung im letzten Haus von Clara und Robert Schumann in der Düsseldorfer Altstadt. Durch den Plan, das Haus in ein Museum zu verwandeln, kam es zu einer langjährigen Auseinandersetzung zwischen Beckmann und der Stadt Düsseldorf. Die Stadt Düsseldorf bot ihm als Alternative das ehemalige Atelier von Markus Lüpertz im Ratinger Tor als Ersatzhaus für die Renovierungszeit des Schumannhauses an, das er im Februar 2020 annahm. Er erlag am 29. Juli 2022 im Alter von 65 Jahren einer langen schweren Krankheit.

## „Gemeinsam gegen Kälte“ – Soziales Engagement zugunsten Obdachloser

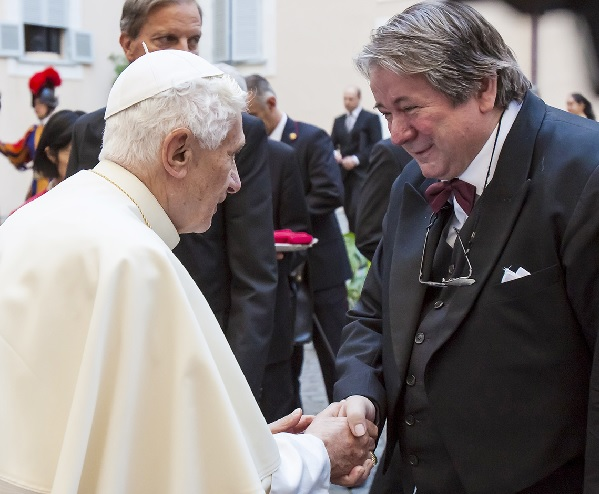
Thomas Beckmann mit Papst Benedikt XVI.

Im Jahre 1993 gründete Beckmann in Düsseldorf die Aktion „Schlafsack für Obdachlose“, nachdem zwei Frauen in der Düsseldorfer Altstadt erfroren waren. Zur Seite standen ihm die katholische und evangelische Kirche sowie die Düsseldorfer Stadtverwaltung. Auf diesen drei Säulen aufbauend, entwickelte er 1996 das bundesweite Projekt „Gemeinsam gegen Kälte“ zugunsten obdachloser Menschen. Mittlerweile existieren Projektgruppen in ungefähr 100 deutschen Städten.
2016 geriet Thomas Beckmann und „Gemeinsam gegen Kälte“ in die Kritik. Frage war, ob genug Geld für die Obdachlosenhilfe ankam oder ein zu hoher Anteil bei Beckmann verblieb. Als Konsequenz wurde die Zusammenarbeit mit Beckmann und dem Verein bspw. durch die Caritas beendet. Die Caritas Hamm beispielsweise lud Beckmann auf Grund der Kritik von einem geplanten Konzert aus.
Nach dem Tod Beckmanns hat der Verein im Jahr 2023 beschlossen, seine Arbeit zur Verbesserung der Situation der von Obdachlosigkeit Betroffenen einzustellen und das Liquidationsverfahren einzuleiten.

## Auszeichnungen
Für das soziale Engagement wurde Beckmann gemeinsam mit seiner Ehefrau mit dem Kiwanis-Preis, dem Verdienstorden des Landes Nordrhein-Westfalen, dem Europäischen Sozialpreis, dem Verdienstorden der Bundesrepublik Deutschland und 2010 als erster Preisträger mit dem vom Bundesverband Deutscher Zeitungsverleger ausgelobten Bürgerpreis der Deutschen Zeitungen (Dotierung 20.000 Euro) geehrt. 2013 erhielt Beckmann den Ehrenpreis für soziales Engagement des Landschaftsverbandes Rheinland (LVR). Am 13. Dezember 2013 wurde er für sein soziales Engagement mit dem Bundesverdienstkreuz 1. Klasse ausgezeichnet.
Anlässlich eines Konzerts in Castel Gandolfo am 11. August 2012 sagte Papst Benedikt XVI.: „Das Engagement der Caritas und von Thomas Beckmann ist kein äußerlich aufgesetzter Zweck, sondern kommt von innen her aus dieser Musik, die die Kälte in uns überwindet und unser Herz auftut.“

## Diskografie
- Oh! That Cello (Music by Charlie Chaplin – Johannes Cernota, Klavier)
- Short Pieces For The Cello (Kayoko, Klavier)
- Thomas Beckmann – Charlie Chaplin (Kayoko, Klavier)
- Beckmann spielt Cello: Livemitschnitt – April 2000 – aus der Berliner Philharmonie, Duo Violoncello-Klavier (Kayoko, Klavier)
- Beckmann spielt Cello: Livemitschnitt – April 2006 – aus der Berliner Philharmonie, Solosuiten von J.S. Bach

## Auszeichnungen
- 1986: Preis der Deutschen Schallplattenkritik für Oh! That Cello[10]
- 1999: Lorenz-Werthmann-Medaille des Deutschen Caritasverbandes[11]
- 2001: Verdienstorden am Bande der Bundesrepublik Deutschland[12]
- 2002: Europäischer Sozialpreis[13]
- 2007: Verdienstorden des Landes Nordrhein-Westfalen[12]
- 2010: Regine-Hildebrandt-Preis der SPD[12]
- 2010: „Bürger des Jahres“, Bundesverband Deutscher Zeitungsverleger
- 2011: Goldene Pritsche Blau-Weiss[14]
- 2013: Jakob-Faasen-Plakette des St. Sebastianus Schützenverein Düsseldorf Bilk e.V.1475 und der Kreissparkasse Düsseldorf[15]
- 2013: Verdienstkreuz 1. Klasse des Verdienstordens der Bundesrepublik Deutschland[8][12]
- 2013: LVR-Ehrenpreis für soziales Engagement[16]
- Stuttgarter Kiwanis-Preis
- Ehrenmitglied der Robert-Schumann-Gesellschaft Leipzig